# موی صورت

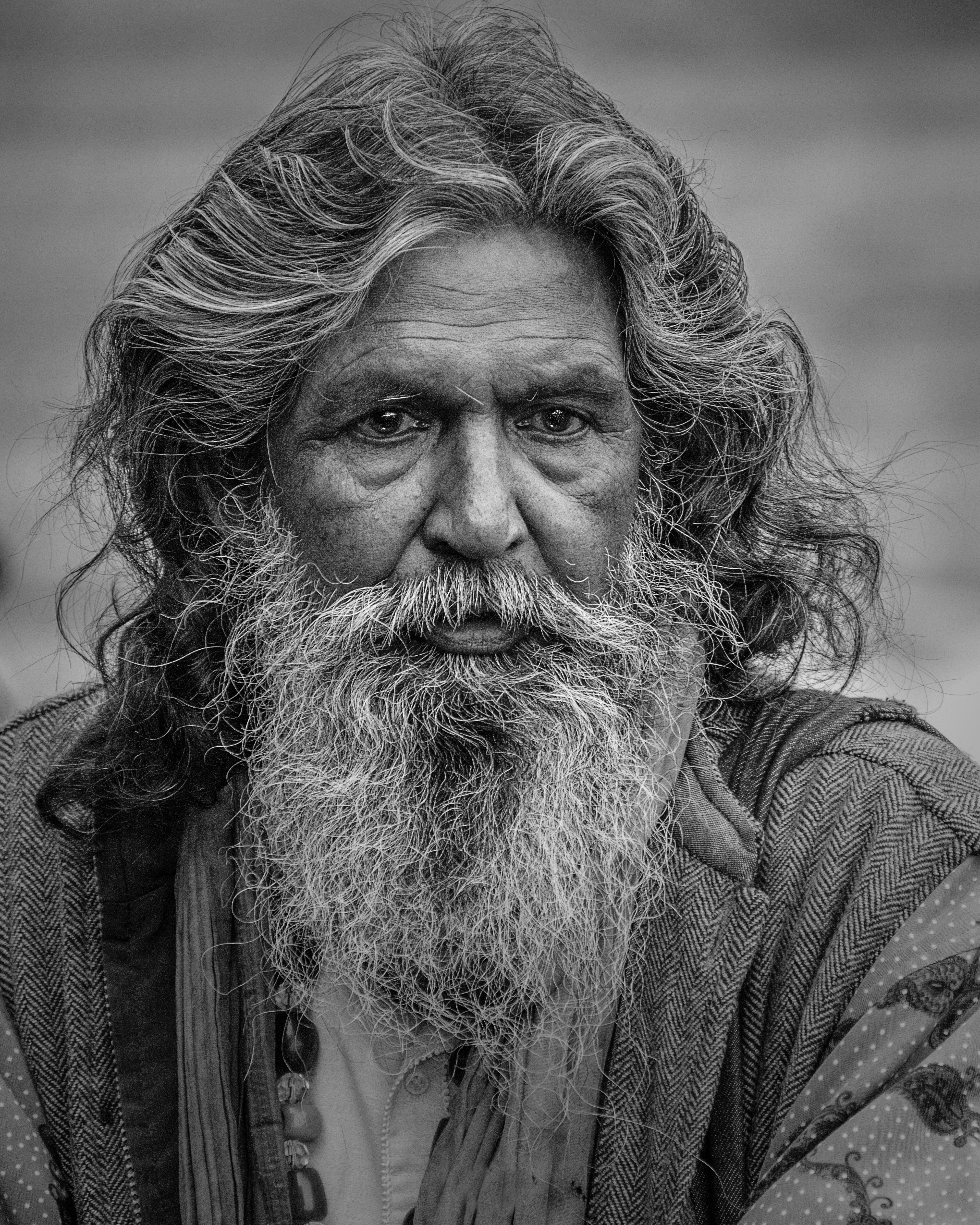
مردی با ریش کامل

موی صورت به مویی اطلاق می‌شود که بر روی صورت رشد می‌کنند، معمولاً در ناحیه چانه، گونه‌ها و بالای لب. این موها معمولاً نشانه‌ای از صفات ثانویه جنسی در مردان انسان هستند. مردان معمولاً در مراحل پایانی بلوغ یا نوجوانی، حدود پانزده سالگی، شروع به رشد موهای صورت می‌کنند و بیشتر آنها تا سن هجده سالگی یا کمی بعد از آن، به طور کامل ریش بزرگسالی خود را توسعه می‌دهند. با این حال، تغییرات زیادی ممکن است رخ دهد؛ پسرانی به سن ده سالگی نیز گزارش شده‌اند که موهای صورت دارند، و برخی مردان نیز اصلاً موهای صورت زیادی تولید نمی‌کنند.
مردان ممکن است موهای صورت خود را به شکل‌های مختلفی مانند ریش، سبیل، ریش‌ بزی یا خط ریش فرم دهند؛ بسیاری از دیگران موهای صورت خود را به‌طور کامل اصلاح می‌کنند.
زنان نیز قادر به رشد موهای صورت هستند، به‌ویژه پس از یائسگی، هرچند معمولاً به مراتب کمتر از مردان. زنان با موهای صورت زیاد، که نمونه افراطی آن زنان ریش‌دار هستند، به‌عنوان عجیب‌الخلقه توسط جامعه در نظر گرفته شده و گاهی بخشی از نمایش‌های سیرک بوده‌اند. مردان ترنس معمولاً در حین دریافت هورمون‌درمانی مردانه‌سازی به‌عنوان بخشی از انتقال جنسیتی وسیع‌تر خود، موهای صورت بیشتری توسعه می‌دهند.

## در بزرگسالی

گفته می‌شود آبراهام لینکلن به‌توصیه گریس بدل یازده‌ساله ریش گذاشت.

رویش سبیل مردان در نوجوانی آغاز می‌شود. موی صورت معمولاً براساس نظم و قاعده مشخصی رشد نمی‌کند اما ممکن است به این ترتیب پیش رود:
- در دوران بلوغ، اولین موهای صورت در گوشه‌های لب بالایی رشد می‌کنند (۱۱–۱۵ سالگی).
- سپس گسترش می‌یابد تا سبیل بر روی لب بالایی شکل بگیرد (سن ۱۶–۱۷ سالگی).
- سپس مو در بخش بالایی گونه‌ها و ناحیه زیر لب می‌روید (سن ۱۶–۱۸).سالگی).
- اگرچه این نظم معمولاً دیده می‌شود، اما می‌تواند بسته به فرد متفاوت باشد. در برخی رشد موی صورت از چانه شروع شده و به سمت خط ریش می‌روید.
- مانند بیشتر فرایندهای زیستی انسان، این ترتیب خاص ممکن است بسته به میراث ژنتیکی یا محیط در افراد گوناگون باشد.

## ارتش
در بعضی از کشورها داشتن موی صورت برای کارکنان ارتش ممنوع است.

## در ادیان
بسیاری از چهره‌های مرد مذهبی ثبت شده موی صورت دارند. به عنوان مثال، بسیاری از پیامبران ذکر شده در ادیان ابراهیمی (یهودیت، مسیحیت و اسلام) ریش داشتند. در برخی مذاهب دیگر، مانند سیک، نیز به داشتن ریش برای مردان دستور داده شده است. مردان آمیش پس از ازدواج ریش‌های خود را بلند می‌گذارند؛ اما باتوجه به باورهای مذهبیشان برای جلوگیری از شباهت تاریخی با موی صورت نظامیان، سبیل خود را اصلاح می‌کنند.

## در زنان
زن‌ها به‌غیر از موی پرزی و ابروها معمولاً مقدار اندکی یا زیاد موی صورت دارند. گرچه در مواردی امکان دارد موی صورت قابل مشاهده بر روی صورت زن‌ها بروید؛ معمولاً پس از قاعدگی. موی زیاد (مخصوصاٌ روی صورت) نشانه‌ای از گونه‌ای اختلال هورمونی است که مردمویی نام دارد. بیشتر زن‌ها موی صورت خود را اصلاح می‌کنند. گاهی زنان ریش‌دار در سیرکها و نمایش‌ها به نمایش گذاشته می‌شدند.

## سبک‌های پیرایش موی صورت

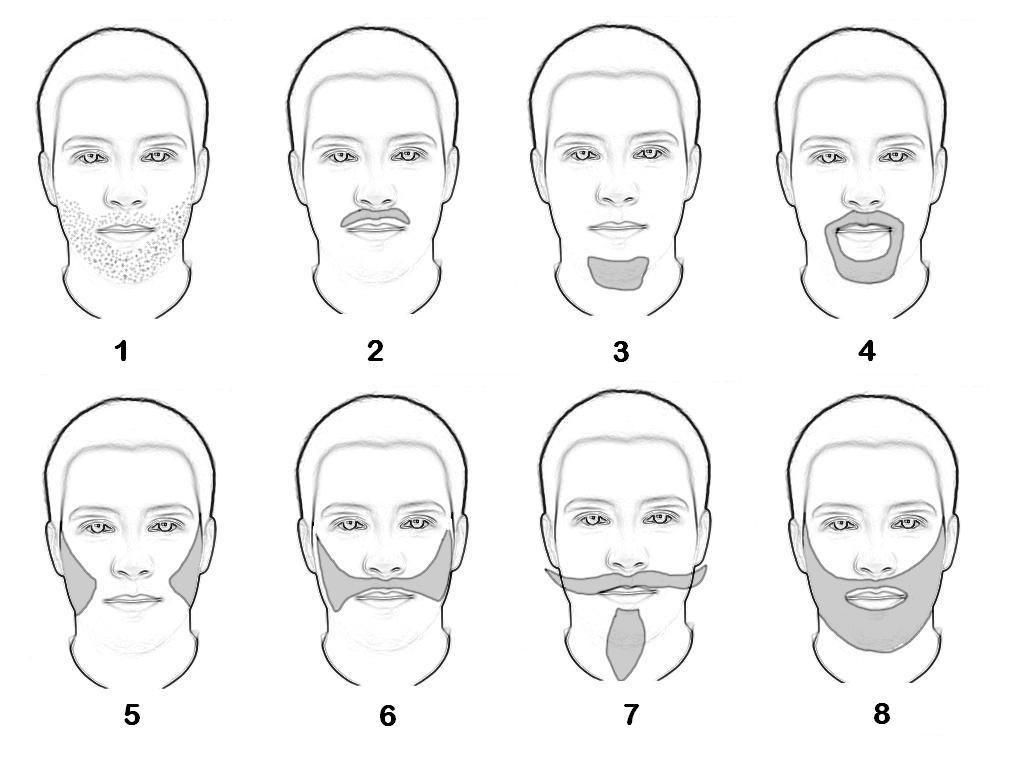

- بالا به پایین از چپ به راست: ته‌ریش (۱)
- سبیل (۲)
- ریش بزی (۳)
- پروفسوری
- خط ریش (۵)
- قصابی (۶)
- فان دیک (۷)
- ریش (۸)

## در انسانیان
به‌نظر می‌رسد انسانیان مانند اورانگوتانهای نر، موی صورت دارند. در شامپانزه‌ها و بونوبوها، موهای صورت و بدن به دلیل روند پیری، در بزرگسالی پراکنده‌تر می‌شوند؛ که در تضاد کامل با انسان‌ها است. نوزادان انسانیان نسبت به همتایان قدیمی خود موی صورت (و نیز بدن) ضخیم‌تری دارند که ریشه هورمونی ندارد بلکه به تکامل خز مربوط است. به‌نظر می‌رسد حساسیت نسبت به آندروژن‌ها در انسان توسط ژن KRT۳۷ به‌وجود آمده است.